# Novembre 1976

## Événements
- Inde : un amendement à la Constitution est adopté par l’Assemblée. Il renforce les prérogatives de l’exécutif et modifie l’équilibre des pouvoirs en faveur des assemblées et notamment du Parlement central. L’Inde devient une république « souveraine, socialiste, laïque et démocratique ».
- Presse écrite : fondation du magazine de cinéma français Première
- 2 novembre : 
  - Coup d'État de Jean-Baptiste Bagaza au Burundi. Les Tutsis, minoritaires face au Hutus (84 %), sont au pouvoir
  - Élection de Jimmy Carter (Parti démocrate) comme président des États-Unis avec 50,1 % des voix (40,8 millions) contre Gerald Ford (Parti républicain) 48 % (39,2 millions)
  - À 4 heures moins le quart du matin, la façade de l'immeuble no 9 de la villa Poirier, où résidait le président du Front national Jean-Marie Le Pen, située dans le XVe arrondissement de Paris, est soufflé par l'explosion de plusieurs kilos d'explosifs, blessant légèrement six personnes dont quatre enfants[1].
- 7 novembre (Rallye automobile) : arrivée du Tour de Corse
- 15 novembre : 
  - Élections municipales au Brésil[2]. Le gouvernement en revient à un strict contrôle de la propagande électorale (loi Falcão du 1er juillet 1976[3]) et l’ARENA remporte 83 % des mairies, s’assurant ainsi la majorité au collège électoral qui devra choisir le président de la république en 1978.
  - Élection du Parti québécois de René Lévesque, premier parti indépendantiste élu au Québec
- 26 novembre (Rallye automobile) : arrivée du Rallye de Grande-Bretagne
- Fin novembre-décembre : deuxième opération Calle Conferencia au Chili : la nouvelle direction clandestine du PCC est à nouveau décapitée.

## Naissances
- 7 novembre : Melyssa Ford, mannequin et actrice canadienne
- 12 novembre : Judith Holofernes, chanteuse allemande
- 13 novembre : Kenza Braiga, animatrice radio et écrivaine française
- 15 novembre : Virginie Ledoyen, actrice française
- 19 novembre : Jack Dorsey, informaticien américain.
- 21 novembre : Silvia Hernández Sánchez, économiste et femme politique costaricienne.
- 22 novembre : Ville Hermanni Valo, chanteur et compositeur finlandais
- 28 novembre : Jake Sullivan, personnalité politique américaine
- 29 novembre :
  - Mélanie Fazi, écrivain français
  - Chadwick Boseman, acteur américain († 28 août 2020)

## Décès
- 7 novembre : Tatiana Gnédich, traductrice et poétesse russe (° janvier 1907).
- 9 novembre : Öyvind Fahlström, peintre, écrivain et poète suédois (° 28 décembre 1928)
- 11 novembre : Alexander Calder, sculpteur américain (° 22 juillet 1898)
- 15 novembre : Jean Gabin, acteur français (° 17 mai 1904)
- 18 novembre : Man Ray, photographe et peintre américain (° 27 août 1890)
- 23 novembre : André Malraux, écrivain français (° 3 novembre 1901)
- 28 novembre : Rosalind Russell, actrice américaine (° 4 juin 1907)